# Скрипник, Андрей Валериевич
Андрей Валериевич Скрипник (род. 29 января 1969, Пятигорск, Ставропольский край, РСФСР, СССР) — российский государственный и политический деятель. Главный федеральный инспектор по Ставропольскому краю аппарата полномочного представителя Президента Российской Федерации в Северо-Кавказском федеральном округе с 12 февраля 2021 года по 17 января 2024 года. Государственный советник Российской Федерации 2 класса.
Глава города Пятигорска (30 ноября 2017 — 16 апреля 2020). Представитель губернатора Ставропольского края на Кавказских Минеральных Водах (2020—2021).

## Биография
Андрей Валериевич родился 29 января 1969 года в городе Пятигорске.
Работал в администрации Промышленного района города Ставрополя, занимался формированием советов микрорайонов и уличных комитетов. Затем поработал в энергетике, был заместителем генерального директора компании «Энергострой», которая занималась строительством объектов для энергетического комплекса страны.
Работал помощником ставропольского сенатора Алексея Лысякова.
С 2006 по 2008 год — глава города Изобильного. С 2008 года работал в Министерстве экономического развития Ставропольского края в должности заместителя министра.
С 2011 по 2012 год — министр курортов и туризма Ставропольского края.
До избрания главой города Пятигорска Андрей Валериевич работал в аппарате полномочного представителя Президента Российской Федерации в Северо-Кавказском федеральном округе — руководил деятельностью приёмной Президента Российской Федерации в Северо-Кавказском федеральном округе.
30 ноября 2017 года избран главой Пятигорска. С этого момента, при поддержке Правительства Ставропольского края, продолжилась последовательная работа по восстановлению курортной инфраструктуры, парковых зон, дорожной сети, которая была начата еще предыдущей командой управленцев. по реконструкции Комсомольского парка, обновление парка «Цветник», сквера у санатория «Тарханы», Емануелевский парк, открыт Парк Победы, в котором появилась самая большая в СКФО воркаут площадка площадью свыше 300 кв.метров. Такие есть только в Москве и Пятигорске.
Началось благоустройство в сквере городской клинической больницы г. Пятигорска, появился сквер в станице Константиновской, возобновились работы на привокзальной площади Пятигорска..
В 2019 году при поддержке Министерства по делам Северного Кавказа начаты работы на трех объектах: реконструкция гимназии № 11. Здесь тоже не обошлось без казусов, строительная фирма ООО «Универсал», привлеченная к реконструкции исторического здания гимназии № 11 в Пятигорске не имела соответствующей лицензии.
Начата реконструкция школы бокса в пос. Горячеводском и строительство детского сада в ст. Константиновской на 220 мест.
Уделялось внимание популяризации курорта, как пример, Всероссийский рок-фестиваль «РокОтГор» и «Фестиваль песен и танцев народов России».
По мнению некоторых региональных СМИ, работа могла проводиться активнее. А вот по мнению экспертов Института политической экспертизы «Региональный прорыв», по итогам 2019 года Андрей Скрипник вошел в топ-3 лучших мэров края. Но многие мероприятия по благоустройству, в том числе горы Машук, проходили не без конфликта со стороны общественников.
В апреле 2020 года Андрей Скрипник подал в отставку.
16 апреля 2020 года занял пост Представителя губернатора Ставропольского края на Кавказских Минеральных Водах.
С 12 февраля 2021 года по 17 января 2024 года главный федеральный инспектор по Ставропольскому краю аппарата полномочного представителя Президента Российской Федерации в Северо-Кавказском федеральном округе.